# 真格拿拜列治體育會
真格拿拜列治體育會（土耳其語：Gençlerbirliği Spor Kulübü，讀音[ɟent͡ʃˈleɾbiɾliː]）是一支土耳其職業足球會，位於首都安卡拉，於1923年成立。
真格拿拜列治的暱稱為安卡拉之風（Ankara Rüzgârı），球會顏色為黑及紅。主場為Eryaman Stadium球場。他們曾兩度贏得土耳其盃冠軍，亦曾贏過現已廢除的土耳其業餘足球聯賽冠軍兩次，以及安卡拉足球聯賽冠軍10次。球會最成功的戰績為2004年球季戰至歐協盃第4圈才被當屆冠軍巴伦西亚擊敗。